# Wila (Mythologie)

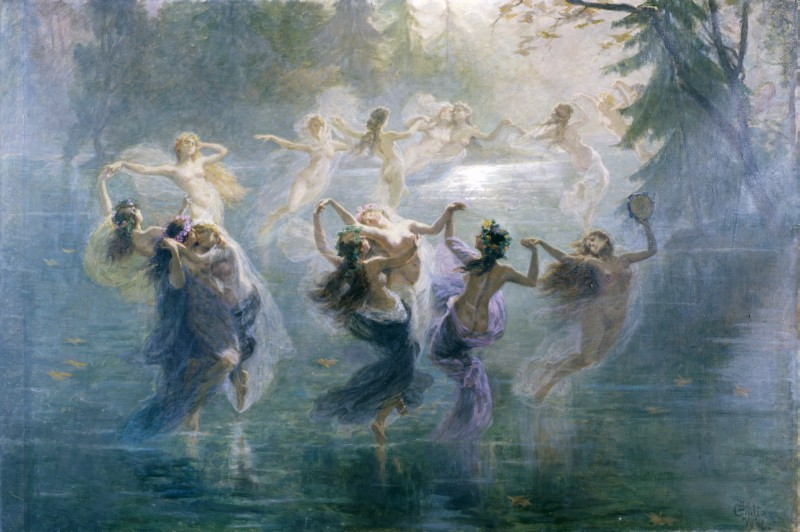
Tanzende Wilen über dem Wasser („Le Villi“, Gemälde von Bartolomeo Giuliano, 1906)

Die Wila (russisch вила, ukrainisch віла, polnisch wiła, tschechisch víla, serbokroatisch-kyrillisch vila), auch Samowila oder Samodiwa, ist ein weiblicher Naturgeist der slawischen Mythologie. Wilen (oder Wilis) werden als Gruppenwesen beschrieben und überwiegend mit dem Wasserelement verbunden, treten aber auch in Wäldern, auf dem Feld und im Gebirge auf. Verwandte Geister sind die Rusalkas, deren Verehrung eng mit dem Totenkult verknüpft ist und die im Gegensatz zu den Wilen meist verhängnisvoll wirken.
Über ihre Verehrung im Rahmen des vorchristlichen Kultes berichtet bereits Prokopios von Caesarea im 6. Jahrhundert. Er nennt allerdings nicht den slawischen Namen, sondern bezeichnet sie als Nymphen. Mittelalterliche russische Traktate bringen sie mit der Göttin Mokosch in Verbindung. Ihre Anbetung war noch im 11. und 12. Jahrhundert ausdrücklicher Bestandteil kirchlicher Verbote. Neuzeitliche ethnografische Dokumente belegen den Glauben an die Wilen vor allem im süd- und ostslawischen Bereich, in Bulgarien wurde zu Pfingsten ein Samovila-Fest gefeiert.
In den Volkserzählungen sind Wilen schöne Mädchen mit durchsichtigem Körper und langen Haaren. Verlieren sie auch nur ein einziges Haar, bedeutet dies ihren Tod. Ihre Tanzplätze in den Wäldern sind am niedergetretenen oder hochgewachsenen Gras zu erkennen oder an Pilzen oder Erdbeeren, die im Kreis wachsen; sie zu betreten gilt als gefährlich. Sie können sich aber auch in Tiere verwandeln und treten dann in Gestalt eines Schwans, eines Pferdes oder eines Wolfes auf. Den Menschen gegenüber sind sie meist wohlgesinnt, auch Hochzeiten zwischen einer Wila und einem Menschen kommen in den Erzählungen vor. Sie rächen sich aber für Beleidigungen und können auch Menschen verwirren und vom Weg abführen. Im slowakischen Volksglauben sind Wilen Wiedergängerinnen: Bräute, die vor der Hochzeit gestorben sind und im Grab keine Ruhe finden. Mit ihnen zu tanzen ist für einen jungen Mann lebensgefährlich.
In der Kunst wurde das Motiv der tanzenden „Willis“ als Sage aus dem Schwarzwald von Heinrich Heine in De l’Allemagne (1835) und von Alphonse Karr in Les Willis (1856) literarisch verarbeitet und in der Ballettoper Le Villi von Ferdinando Fontana (Musik von Giacomo Puccini) sowie im Ballett Giselle von Théophile Gautier aufgenommen. In der Harry-Potter-Serie von Joanne K. Rowling werden Wila im englischen Original der Aussprache entsprechend veela geschrieben und in der deutschen Übersetzung als Veela übernommen.